# 旺图
旺图（法語：Vantoux，法語發音：[vɑ̃tu]）是法国摩泽尔省的一个市镇，位于该省西部，省会梅斯市区东北，属于梅斯区。

## 地理
旺图（49°7'47"N, 6°13'50"E）面积2.45 平方千米，位于法国大東部大區摩泽尔省，该省份为法国东北部内陆省份，是洛林的一部分，西南接默尔特-摩泽尔省，东临下莱茵省，北与卢森堡和德国接壤。
与旺图接壤的市镇（或旧市镇、城区）包括：瓦尼、宽西、梅斯、梅村、努伊、圣于连莱梅斯。

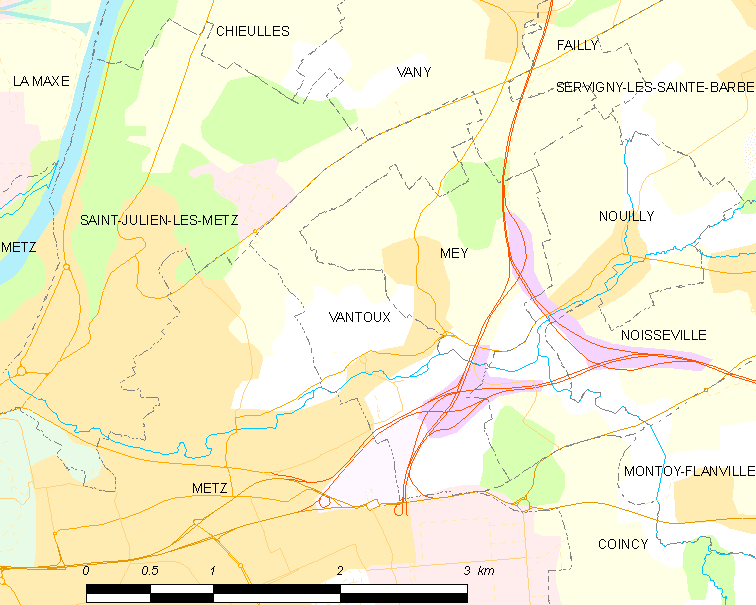
旺图的OSM定位图

旺图的时区为UTC+01:00、UTC+02:00（夏令时）。

## 行政
旺图的邮政编码为57070，INSEE市镇编码为57693。

## 政治
旺图所属的省级选区为梅斯地区县。

## 人口

1962-2008年间旺图人口变化图示

旺图于2022年1月1日时的人口数量为818人。